# جودی تگارت
جودی تگارت (انگلیسی: Judy Tegart؛ زادهٔ ۱۲ دسامبر ۱۹۳۷) یک تنیس‌باز اهل استرالیا است.